# Hundestørrelser
Hundestørrelser er et begreb som gerne bruges til at beskrive hundes størrelse (vægt) i generelle sammenhæng, fra de mindste til de største hunderacer. Mange racer har imidlertid en vægt som går på tværs af vægtklasserne. Da bruges begge, eksempelvis lille-mellem eller mellemstor. Vægtklasserne gælder den typiske vægt på hver enkelt hunderace.
| Tekop    | Toy/miniature | Lille   | Mellem   | Stor     | Gigant  |
| -------- | ------------- | ------- | -------- | -------- | ------- |
| < 1,9 kg | 1,5-5 kg      | 5-10 kg | 10-25 kg | 25-45 kg | > 45 kg |